# منطقه ۸ شهرداری شیراز
منطقه ۸ شهرداری شیراز منطقه تاریخی فرهنگی شیراز نامیده می‌شود و مهم‌ترین و با ارزش‌ترین منطقه شهر شیراز است.
در واقع این منطقه شیراز قدیم می‌باشد که طی فرایندهای رشد و توسعه شهری و افزایش جمعیت به‌عنوان زیرمجموعه‌ای از کل شهرداری آمده که دارای ویژگی‌های خاص خود می‌باشد. وسعت منطقه ۳۵۰ هکتار و درصد جمعیت ساکن در منطقه در روز ۵۰۰ هزار تن و در شب ۱۵۰ هزار تن می‌باشد.

## محدوده
- از شمال به منطقه ۳
- از جنوب به منطقه ۲
- از غرب به منطقه ۱ و ۲
- از شرق به منطقه ۲

مرزهای این منطقه از شمال دروازه سعدی، خیابان تختی، دروازه اصفهان و خیابان فردوسی از جنوب به دروازه کازرون و بلوار سیبویه از شرق به بلوار زینبیه و از غرب به خیابان سعدی، توحید و قاآنی شمالی محدود می‌گردد.

## وسعت و جمعیت
وسعتی این منطقه ۳۵۰ هکتار است. درصد جمعیت ساکن در منطقه در روز ۵۰۰ هزار نفر و در شب ۱۵۰ هزار نفر است.

## مناطق

### خیابان‌ها
۱۹ خیابان مهم در سطح منطقه شامل: خیابان‌های شهناز، فردوسی، تیموری، هجرت، سعدی، ۲۲ بهمن، ناصر خسرو، بلوار زند، لطفعلی خان زند، طالقانی، توحید (داریوش)، پیروزی، قآنی شمالی، حسینی، احمدی، سیبویه، زینبیه، آستانه، حضرتی (حرم مطهر) و …

### محله‌ها
محله‌های این منطقه شامل:
- محله لب آب
- محله دروازه اصفهان
- محله بالاکفت
- محله بیات
- محله اسحاق بیگ
- محله سر دزک
- محله سنگ سیاه
- محله کلیمی‌ها
- محله در شیخ
- محله در شاهزاده

## گردشگری
با وجود بیش از ۴۰۰ اثر بار ارزش، ۸ دروازه و ۱۲ مرکز و چندین محور فرهنگی می‌تواند تبلوری از شیوه زندگی، روابط اجتماعی، آداب و رسوم، باورها، تاریخ و هنر و به‌طور کلی بیانگر هویت تاریخی و فرهنگی هر دوره باشد. حفظ و نگهداری و مرمت این آثار و مجموعه‌ها علاوه بر این که زندگی دوباره‌ای به این آثار می‌دهد، از نظر اقتصادی و اجتماعی نیز هویت تاریخی فرهنگی شهر شیراز را زنده می‌کند.

### آثار مهم
| نام محل            | آدرس                                                   |
| ------------------ | ------------------------------------------------------ |
| ارگ کریمخانی       | میدان شهداء                                            |
| منزل سعادت         | سه راه نمازی کوچه کلانتری عباسیه گذر سنگ سیاه          |
| مسجد وکیل          | خیابان طالقانی خیابان وکیل                             |
| نصیرالملک          | خیابان لطفعلی خان – گود عربان                          |
| منزل ضیائیان       | خیابان شهید دستغیب - کوچه کلانتری عباسیه محله سنگ سیاه |
| مسجد جامع عتیق     | میدان احمدی – پشت صحن مطهر شاهچراغ                     |
| مدرسه خان          | خیابان لطفعلی خان                                      |
| حسینیه قوام        | خیابان لطفعلی خان زند – در شیخ                         |
| مدرسه آقا بابا خان | خیابان طالقانی کوچه روبروی دارائی جنب ورودی بازار وکیل |
| سرای مشیر          | خیابان طالقانی کوچه تقاطع بازار وکیل و اردوبازار       |
| مسجد مشیر          | بلوار شهید دستغیب کوچه عباسیه روبروی بازارچه ارامنه    |

### موزه‌ها
| نام موزه                      | آدرس                                         | کدپستی     |
| ----------------------------- | -------------------------------------------- | ---------- |
| نارنجستان                     | خ لطفعلی خان زند در شیخ                      | ۸–۳۲۲۲۰۲۵۷ |
| گنجینه فارس (خانه زینت الملک) | خیابان لطفعلی خان زند جنب نارنجستان قوام     | ۳۲۲۲۰۲۹۷   |
| پارس                          | روبروی ارگ کریمخانی                          |            |
| مشکین‌فام                      | بلوار ش ید دستغیب – پشت آرامگاه بی بی دختران | ۳۲۲۲۶۳۰۸   |
| موزه شاه چراغ                 | میدان شاهچراغ – داخل صحن حرم مطهر سمت راست   |            |
| منزل منطقی نژاد               | میدان شاهچراغ کوچه پشت مسجد نو               | ۳۲۲۳۰۹۹۳   |
| منزل صالحی                    | میدان شاهچراغ کوچه پشت مسجد نو               | ۳۷۳۶۳۰۶۵   |
| حمام وکیل                     | خیابان طالقانی جنب مسجد وکیل                 |            |

### بناهای با ارزش ثبت شده
| نام اثر                               | قدمت    | نام اثر                          | قدمت                  |
| ------------------------------------- | ------- | -------------------------------- | --------------------- |
| خانه عبدالحمید تولائی                 | -       | خانه انجوی                       | قاجاریه و اوایل پهلوی |
| خانه عابدی                            | -       | خانه ماشاءالله یهیم              | اواخر قاجاریه         |
| مدرسه آقا باباخان/ مدرسه وکیل         | اتابکان | خانه شفیعی اردکانی               | قاجاریه               |
| امامزاده احمد بن موسی                 | اتابکان | خانه صادق غلامی                  | قاجاریه               |
| کلیسای ارامنه                         | صفویه   | خانه مرتضی سید تاج‌الدین سروستانی | قاجاریه               |
| منزل اسدی لاری/ نصیر السادات          | -       | خانه سید محمود فاطمی نژاد        | قاجاریه               |
| مجموعه بصیر دیوان / منزل اوجی و بصیری | -       | خانه اصغر اسدی                   | قاجاریه               |
| بقعه بی بی دختران                     | -       | خانه ابوالحسن دیهیمی             | قاجاریه               |
| خانه دخانچی                           | -       | خانه اسماعیل عباس پور            | قاجاریه               |
| خانه دکتر معدل السلطنه                | -       | خانه عزیز یزدانی                 | قاجاریه               |
| منزل فریور طالبیان                    | قاجاریه | خانه آمنه و مهدی چامه حقیقی      | قاجاریه               |
| مسجد فتح                              | -       | خانه لیاقت رفیعی                 | قاجاریه               |
| منزل فروغ الملک قوامی                 | قاجاریه | خانه قربان علی بیات پور          | قاجاریه               |
| حسینیه قوام                           | قاجاریه | خانه عزیز ا.. تیم ناک            | قاجاریه               |
| عمارت دیوانی قوام الملک               | قاجاریه | خانم رقیه رسولی                  | قاجاریه               |
| عمارت دیوانخانه قوام الملکی           | قاجاریه | خانه عباس ندافی و اصغر رأیتی     | قاجاریه               |
| آرامگاه کریم خان زند/ موزه پارس       | زندیه   | خانه جلیل محبوب                  | قاجاریه               |
| ارگ کریمخانی                          | -       | خانه جواد صبار                   | قاجاریه               |
| خانم کاظم‌زاده                         | -       | خانه سردار پارسایی               | اوایل پهلوی اول       |
| خانه کازرونیان                        | -       | خانه محمد کریم خدام محمدی        | قاجاریه               |
| مدرسه خان                             | زندیه   | خانه امراله خوشرو                | قاجاریه               |
| مدرسه منصوریه                         | قاجاریه | خانه مصطفی یزدان پناه            | قاجاریه               |
| منزل منطقی نژاد                       | قاجاریه | خانه وطن‌پرست و کیانی             | قاجاریه               |
| منزل مذهب باشی                        | صفویه   | خانه محمد رضا قانع               | قاجاریه               |
| خانه محمد نبی افشاریان/ مشیر السلطنه  | صفویه   | خانه صبوری                       | قاجاریه               |
| خانه صالحی                            | قاجاریه | خانه کریم جعفرنژاد               | قاجاریه               |
| امامزاده سید علاء الدین               | قاجاریه | خانه رحیم دعائی                  | قاجاریه               |
| منزل سید محمدباقر عالم آیت اللهی      | -       | خانه غلامحسین بهادر خلیلی        | قاجاریه               |
| منزل شفا/ صارم السلطان                | -       | خانه حسین عشقی                   | قاجاریه               |
| امامزاده شاه میر علی حمزه             | -       | خانه قربان علی بیات پور          | قاجاریه               |
| منزل شاپوری                           | -       | خانه حاج عاطفی                   | قاجاریه               |
| آرامگاه شیخ روزبهان                   | -       | خانه زهرا عبدالرحمانی            | قاجاریه               |
| مسجد جامع عتیق شیراز / خداخانه        | -       | خانه صدیقه بیگم معزی             | قاجاریه               |
| خانه شوریده شیرازی                    | -       | خانه علی اکبر یزدیان             | قاجاریه               |
| مسجد سیاوشان                          | -       | خانه محمد چوگانی                 | قاجاریه               |
| باغ تخت                               | -       | خانه حسن صدرائی                  | قاجاریه               |
| کاروانسرای تنگ زنجیران                | -       | خانه جمال صداقتی                 | پهلوی اول             |
| حمام وکیل                             | -       | خانه حسین نمازی                  | قاجاریه               |
| مجموعه بازار وکیل                     | -       | خانه علی اکبر اصغرزاده           | قاجاریه               |
| مسجد وکیل                             | -       | خانه عبدالحسین مویدی             | قاجاریه               |
| آب انبار وکیل                         | -       | خانه فاطمه حیدری                 | قاجاریه               |
| خانه زارع                             | -       | خانه جواد صداقت نژاد             | قاجاریه               |
| خانه ضیائیان                          | -       | خانه حاج محمد مکاره چی           | قاجاریه               |
| خانه زینت الملک                       | -       | خانه عزیز شیر مرد زاده           | قاجاریه               |
| خانه امید علی عزیزی                   | قاجاریه | خانه حسین جوانمردی               | قاجاریه               |
| خانه محمدی نژاد و احمدزاده            | قاجاریه | خانه حسن حلی ساز                 | پهلوی اول             |

## امکانات

### بوستان‌ها
| نام           | آدرس                                        |
| ------------- | ------------------------------------------- |
| پارک ابوذر    | خیابان طالقانی ضلع شرقی بانک ملی شعبه شیراز |
| پارک گلها     | خیابان تختی                                 |
| پارک سنگ سیاه | گذر سنگ سیاه                                |
| پارک شیک      | محله حاج زینل                               |
| یارک دستغیب   | بلوار شهید دستغیب مقابل پایانه دستغیب       |

### مراکز درمانی
| نام                    | نشانی                                      |
| ---------------------- | ------------------------------------------ |
| دارالشفاء حضرت شاهچراغ | میدان احمدی – خ حضرتی – ابتدای بین الحرمین |
| درمانگاه آستانه        | میدان آستانه روبروی حرم مطهر               |
| درمانگاه مسجد ابوالفضل | بلوار شهید دستغیب                          |
| درمانگاه تخصصی محمدی   | خیابان زند جنب زیر گذر                     |
| دارالشفاء              | خیابان بین الحرمین                         |

### مراکز تجاری
| نام محل                | آدرس                                                 |
| ---------------------- | ---------------------------------------------------- |
| بازار وکیل             | میدان شهداء روی زیرگذر زند                           |
| بازار حاجی             | خیابان لطفعلی خان رند بعد از سه راه طالقانی سمت راست |
| بازار نو               | دروازه اصفهان                                        |
| اردو بازار             | خیابان لطفعلی خان بعد از سه راه احمدی سمت چپ         |
| بازار روح اله          | خیابان لطفعلی خان سه راه احمدی                       |
| علاقه بندها            | منشعب بازار وکیل                                     |
| بازار شمشیرگرها        | منشعب بازار وکیل                                     |
| بازار سراج ها          | منشعب بازار وکیل                                     |
| بازار روز              | خیابان طالقانی                                       |
| زرگرها                 | خیابان احمدی                                         |
| بازار شاهچراغ          | میدان احمدی                                          |
| بازار سردزک            | خیابان حضرتی                                         |
| بازار روز              | خیابان طالقانی                                       |
| بازار سراج ها          | منشعب از بازار وکیل                                  |
| بازار دشتی             | خیابان توحید                                         |
| پاساژ هدیش             | خیابان حضرتی                                         |
| پاساژ صوت و تصویر فارس | خیابان توحید                                         |
| پاساژ کرهانی           | خیابان زند                                           |
| پاساژ دشتی             | خیابان توحید                                         |
| پاساژ اسلامی           | خیابان لطفعلی خان زند                                |
| پاساژ میلاد نور        | خیابان حضرتی                                         |
| پاساژ کویتی ها         | خیابان لطفعلی خان زند                                |